# Merker AG
Merker ist der Name zweier Schweizer Unternehmen, die aus einem ehemals bedeutenden Unternehmen der Küchengeräte- und Waschmaschinen-Branche hervorgegangen sind. Es zählte auf dem Höchststand seiner Entwicklung fast 400 Mitarbeiter und gehörte in der Schweiz zu den bedeutendsten dieser Branche.
Die einstige Muttergesellschaft mit Sitz in Baden (gegründet 1873) ist heute ein reines Immobilienunternehmen, das seit 1991 als Merker Liegenschaften AG firmiert. Es unterhält das ehemalige Fabrikareal im Stadtzentrum Badens und vermietet es an zahlreiche Nachnutzer. Die heute bestehende Merker AG ist eine im selben Jahr erfolgte Neugründung. Das Unternehmen mit Sitz in Wolfhausen hat die industrielle Produktion aufgegeben. Es handelt mit Waschmaschinen, Wäschetrocknern und Geschirrspülern; ausserdem bietet es Beratungs-, Installations- und Serviceleistungen an.

## Geschichte

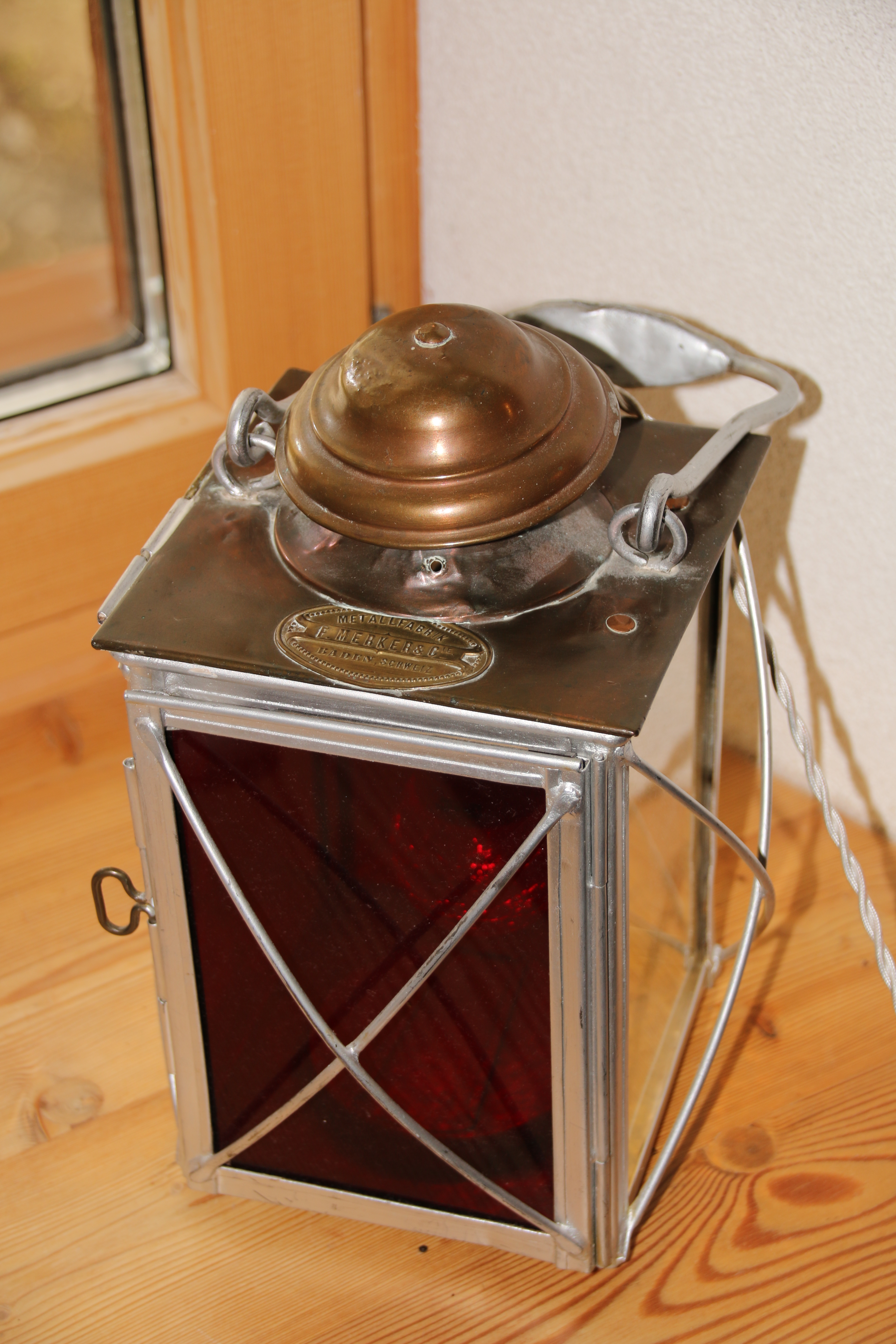
Petroleumlampe der Gotthardbahn von F. Merker & Cie 1896; anderes Bild

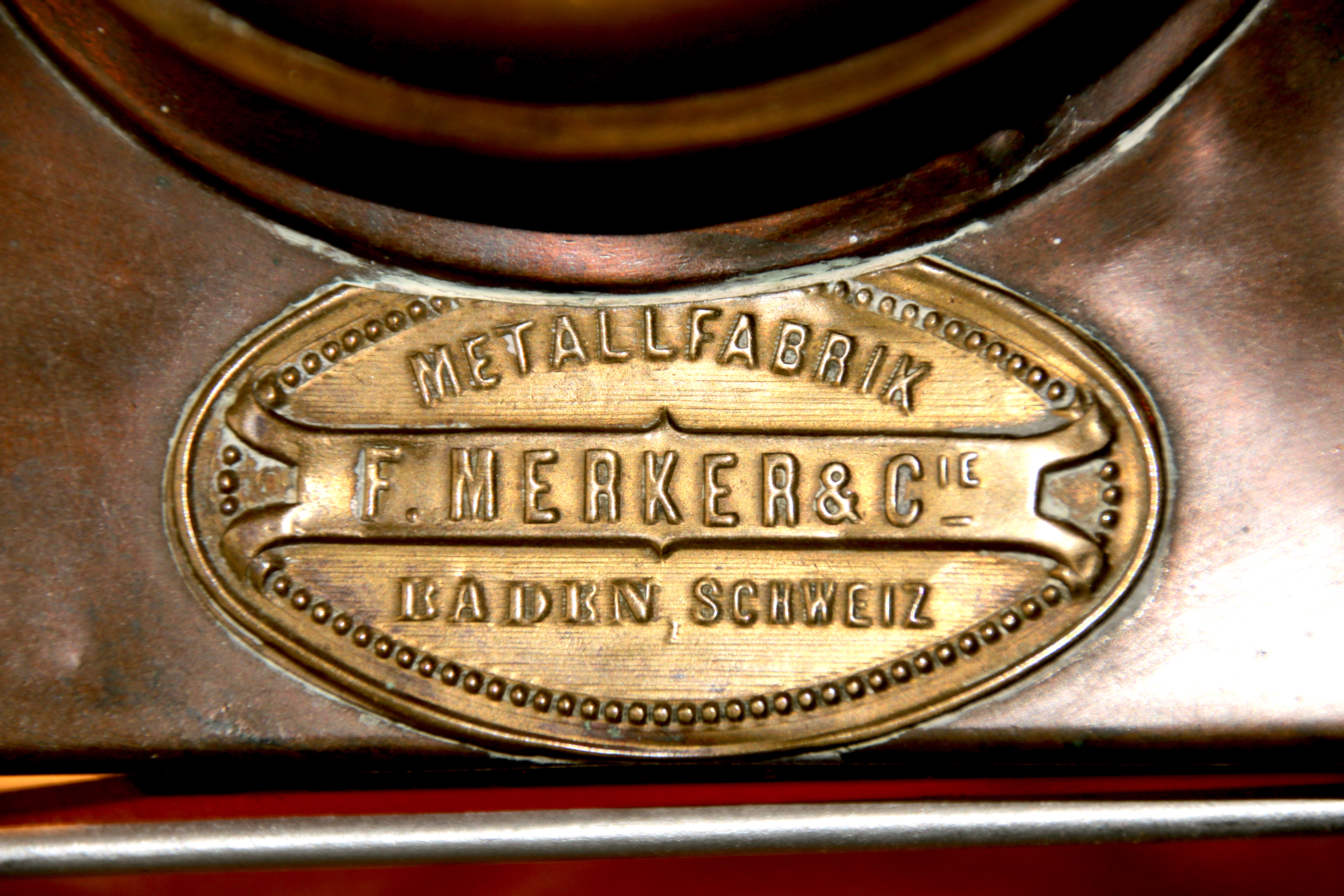
Firmenschild F. Merker & Cie an einer Petroleumlampe der Gotthardbahn 1896

Der in Berlin geborene Spengler Johann Friedrich Merker liess sich 1839 in Baden nieder und eröffnete dort eine Werkstatt. Sohn Fritz Merker übernahm 1873 zusammen mit dessen Schwager Eduard Meining aus Chemnitz das väterliche Geschäft und baute es zur Metallwarenfabrik Merker & Meining aus. Das Unternehmen stellte zunächst hauptsächlich Petroleumkocher her, später kamen Blechwaren und Artikel für Küche und Haushalt hinzu.
Nach Meinings Tod im Jahr 1878 trat Albert Sartory aus Basel in das Unternehmen ein, das sich in Merker & Sartory umbenannte. Im selben Jahr richtete es zwischen der Fabrikhalle und der Direktion die erste Telefonleitung im Kanton Aargau ein. Das Vertragsverhältnis mit Sartory wurde 1889 aufgelöst, die Firma nahm die Rechtsform eines Einzelunternehmens an und hiess nun F. Merker & Cie. Ab 1896 betrieb sie das erste Emaillierwerk der Schweiz. Das Sortiment erweiterte sich um Badewannen, Badeöfen, Boiler und Durchlauferhitzer.

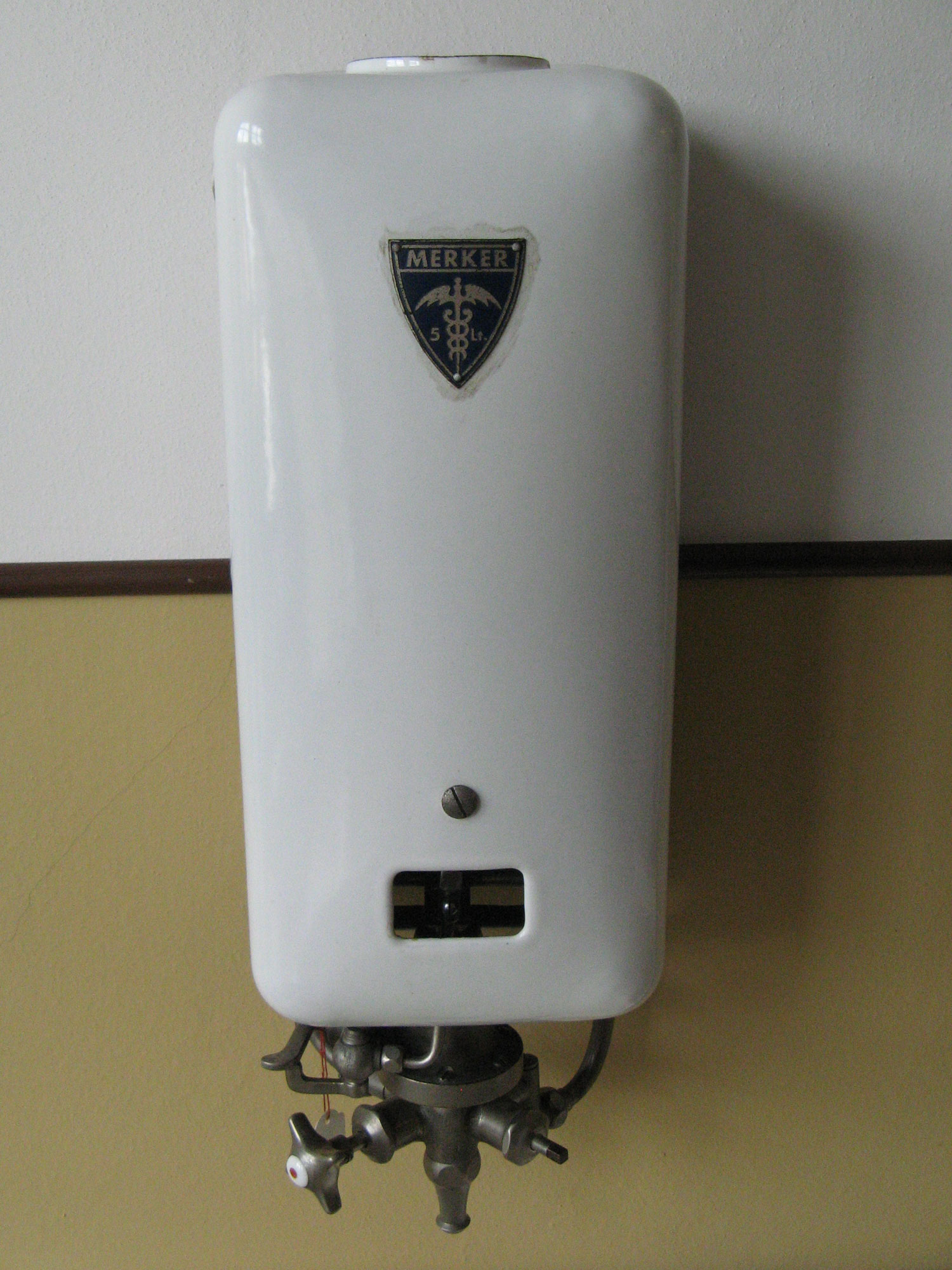
Durchlauferhitzer von Merker, ca. 1930

Fritz Merker übergab das Unternehmen 1907 seinen vier Söhnen. Diese gründeten 1911 mit der Sanitas AG eine später selbständige Verkaufsorganisation (heute ein Teil von Sanitas Troesch). 1917 folgte die Umwandlung des Familienunternehmens in eine Aktiengesellschaft. 1950 entwickelte Merker die erste vollautomatische Waschmaschine aus Schweizer Produktion (Merker-Bianca). Ab 1958 wurden Einbauküchen gefertigt, ab 1964 automatische Geschirrspülmaschinen. Im Jubiläumsjahr 1973 zählte das Unternehmen 380 Mitarbeiter und gehörte zu den führenden Herstellern von Grosswaschanlagen.
1991 gab das Unternehmen aufgrund des wachsenden Konkurrenzdrucks die industrielle Produktion auf. Das Waschmaschinengeschäft wurde an die Schulthess Group in Bubikon verkauft, die Abteilungen Spezialartikel und Industrieteile gingen an die Egro AG in Niederrohrdorf. Im selben Jahr erfolgte die Neugründung als Handels- und Servicegesellschaft, während die vormalige Merker AG seither als Merker Liegenschaften AG firmiert. Letztere verwaltet das städtebaulich markante, um 1900 entstandene Fabrikgebäude, das sich zu einem kulturellen und gewerblichen Zentrum mit zahlreichen KMUs, Künstlerateliers und zwei Restaurants entwickelte.